# Weilmünster
Weilmünster est une municipalité allemande située dans l'arrondissement de Limbourg-Weilbourg et dans le land de la Hesse.

## Jumelage
- Le Cheylard (France) depuis 1963[1]